# Алексис Бертен
Алексис Бертен (на френски: Alexis Bertin, произнася се Алексѝ Бертѐн) е френски футболист на Литекс. Пристига в отбора през юни 2008 г. и подписва 2-годишен договор. Играе като дефанзивен полузащитник. Рожба е на школата на френския Льо Авър, на когото защитава екипа в 116 мача за 5 сезона. През 2006 г. преминава в английския Брайтън, където изкарва един полусезон и записва 14 мача. През 2007 г. се връща отново във Франция, където записва 23 срещи за втородивизионния ФК Гьоньон. Именно от там е трансфериран в отбора на Литекс.
След Литекс Бертен играе във Франция: през 2009 – 2011 за АС Кан, а от 2011 – за ФК Мартиг.